# Сако (Ријети)
Сако је насеље у Италији у округу Ријети, региону Лацио.
Према процени из 2011. у насељу је живело 15 становника. Насеље се налази на надморској висини од 796 м.